# Rubus hesperius
Rubus hesperius är en rosväxtart som beskrevs av Rogers. Rubus hesperius ingår i släktet rubusar, och familjen rosväxter. Inga underarter finns listade i Catalogue of Life.